# Liste der Monuments historiques in Rungis
Die Liste der Monuments historiques in Rungis führt die Monuments historiques in der französischen Gemeinde Rungis auf.

## Liste der Bauwerke
| Bezeichnung                         | Beschreibung | Standort                                           | Kennzeichnung | Schutzstatus | Datum | Bild           |
| ----------------------------------- | ------------ | -------------------------------------------------- | ------------- | ------------ | ----- | -------------- |
| Aquädukt Médicis: regard Nr. 2      |              | Promenade de l’Aqueduc Promenade du Château (Lage) | PA00079899    | Inscrit      | 1988  | weitere Bilder |
| Aquädukt Médicis: regard Louis XIII |              | Rue des Sources Passage des Écoliers (Lage)        | PA00079899    | Inscrit      | 1988  | weitere Bilder |
| Kirche Notre-Dame-de-l’Assomption   |              | 2, rue de l’Église (Lage)                          | PA94000010    | Inscrit      | 1999  | weitere Bilder |

## Liste der Objekte
| Bezeichnung | Beschreibung          | Standort                         | Kennzeichnung | Schutzstatus | Datum | Bild |
| ----------- | --------------------- | -------------------------------- | ------------- | ------------ | ----- | ---- |
| Glocke      | Bronze, 1565 gegossen | in der Klosterkirche St-Grégoire | PM94000153    | Classé       | 1931  |      |